# Louis Pollart
Pour les articles homonymes, voir Pollart.
Louis Pollart, mort vers 1760, fils de Nicolas Pollart, qui avait été maire d’Ardres, est un ingénieur des ponts et chaussées français, qui s’est principalement illustré dans la construction de différents ponts au XVIIIe siècle.

## Biographie
Louis Pollart, ingénieur de la généralité d'Auch en 1731, a été promu inspecteur général le 5 mars 1743 et mis à la retraite en 1760.
Cet ingénieur avait fait construire dans les provinces du Midi un grand nombre de ponts, notamment ceux de Pau, Tarbes, Auch, etc.
Les trois retraites données en 1770, à Pollart et aux frères Mathieu et Guillaume Bayeux, avaient été motivées par la nécessité de ralentir les travaux des ponts et chaussées pour subvenir aux dépenses de la guerre de Sept Ans. Le nombre des inspecteurs généraux fut réduit à deux jusqu'en 1765. À partir de 1766 jusqu'à la Révolution, il fut rétabli à quatre.